# Juroku
Juroku (十六) é um kata do caratê. Isto é, trata-se de um conjunto sequencial de técnicas de ataque e defesa, que servem para o aprendizado desta arte marcial. Sua autoria é creditada a Kenwa Mabuni, o fundador do estilo Shito-ryu. Pelo conjunto de movimentos, com maior tendência a serem linerares, é classificado como pertencente à linhagem descendente do estilo primordial Shuri-te.

## Características
Trata-se de uma forma simples e com movimentos naturais. O embusen é curto e se assemelha ao símbolo de «equivalência material» (↔). Estão presentes técnicas de desvio e aprovitamento do ataque do adversário: tai sabaki.